# Virgem da Lapa
Virgem da Lapa är en kommun i Brasilien.   Den ligger i delstaten Minas Gerais, i den sydöstra delen av landet, 600 km öster om huvudstaden Brasília. Antalet invånare är 13 625.
Omgivningarna runt Virgem da Lapa är huvudsakligen savann. Runt Virgem da Lapa är det glesbefolkat, med 17 invånare per kvadratkilometer.